# نیکلای یکم

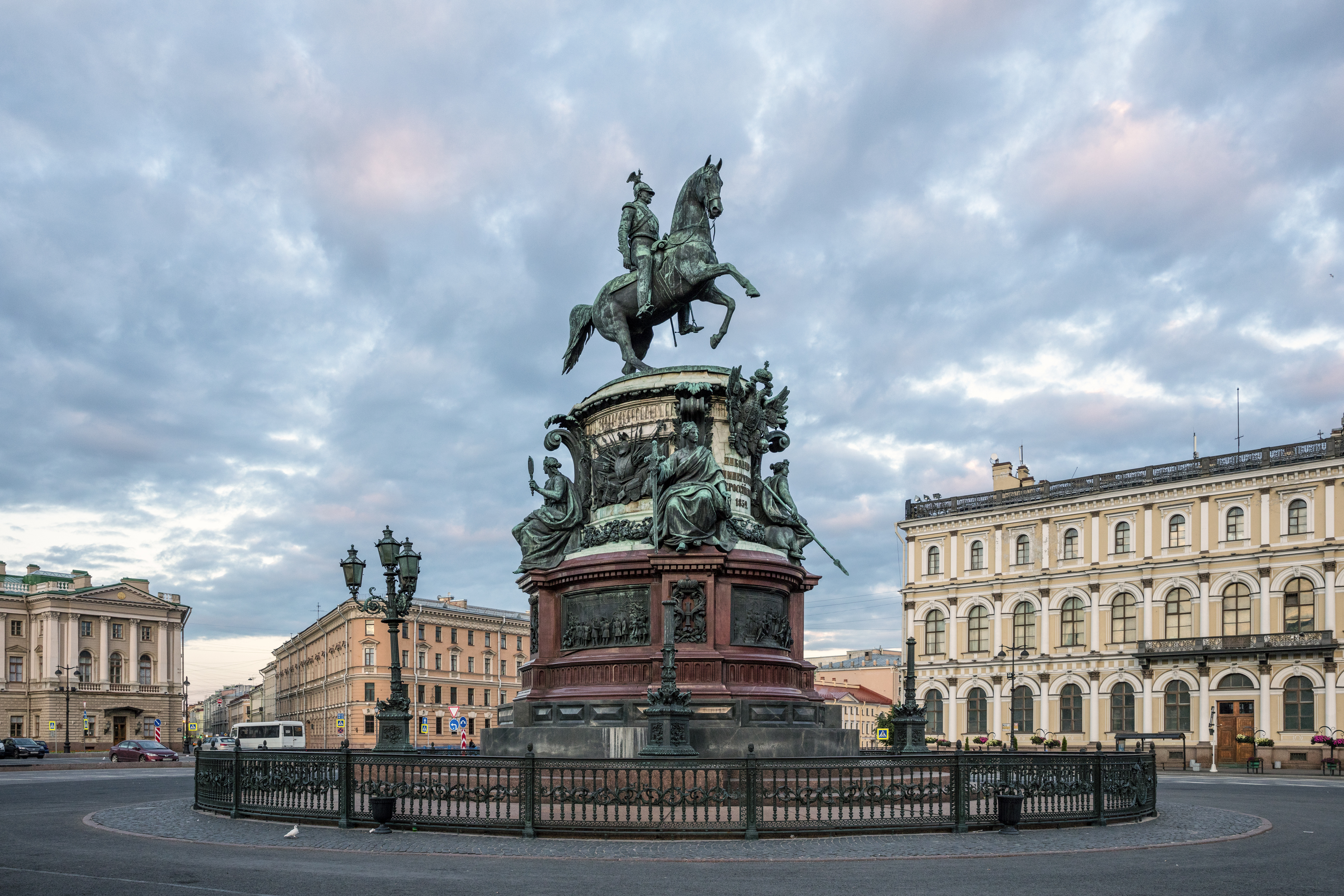
تندیس اسب سوار نیکلای یکم در میدان سنت ایزاک

نیکُلای یکم (۶ ژوئیه ۱۷۹۶ میلادی - ۲ مارس ۱۸۵۵ میلادی) امپراتور روسیه از سال ۱۸۲۵ میلادی و همچنین پادشاه لهستان بین سال‌های ۱۸۲۵ تا ۱۸۳۱ بود. او در گاتچینا به عنوان فرزند پاول یکم متولد شد. همسر او آلکساندرا فیودوروفنا، شاهزاده آلمانی بود. جنگ ایران و روس که به عهدنامه ترکمانچای انجامید در زمان او به وقوع پیوست.
الکساندر اول در نوامبر ۱۸۲۵ درگذشت و نامه‌ای بر جای گذاشت که به‌جای کنستانتین، برادر وسطی، نیکلای برادر کوچک‌تر خویش تزار گردد؛ ولی این نامه علنی نشد و طرفداران کنستانتین شروع به ادای سوگند وفاداری به او کردند، در حالی که او هیچ تمایلی به جانشینی نداشت. اختلاف بین طرفداران دو برادر بالا گرفت و گروهی از افسران آزادی‌خواه به بهانه حمایت از کنستانتین دست به شورش زدند. این شورش که قیام دکابریست‌ها معروف شد، در دو شهر سن‌پترزبورگ و کی‌یف رخ داد.
نیکلای اول سرسختانه در برابر این شورش‌ها ایستاد و افسرانی را که در اندیشه تغییر و تحول روسیه بودند سرکوب و اعدام کرد. خشونت‌های تزار باعث شد تا به نیکلای تازیانه زن مشهور گردد.
نیکلای اول درگیر جنگ با امپراتوری عثمانی شد که به جنگ کریمه معروف گردید. او به بهانه حمایت از مسیحیان مناطق والاسی و مولداوی که در فرمان‌روایی عثمانی زندگی می‌کردند، وارد جنگی شد که حمایت فرانسه، بریتانیا، و حتی اتریش از عثمانی را به‌همراه داشت.
نیکلای در ۲ مارس ۱۸۵۵ در کاخ زمستانی سن پترزبورگ بر اثر سینه‌پهلو درگذشت. هرچند گمانه‌زنی‌های اثبات نشده‌ای مبنی بر خودکشی او نیز وجود دارد.